# Casseuil
Casseuil egy francia település Gironde megyében az Aquitania régióban. Lakosainak száma 369 fő (2022. január 1.).

## Adminisztráció
Polgármesterek:
- 2008–2020 François Merveilleau

## Demográfia
| Lakosok száma | 315  | 361  | 395  | 359  | 392  | 399  | 398  | 383  | 376  | 369  |
|               | 1968 | 1982 | 1990 | 2006 | 2013 | 2015 | 2017 | 2019 | 2020 | 2022 |

## Látnivalók
- Saint-Pierre templom

### Galéria

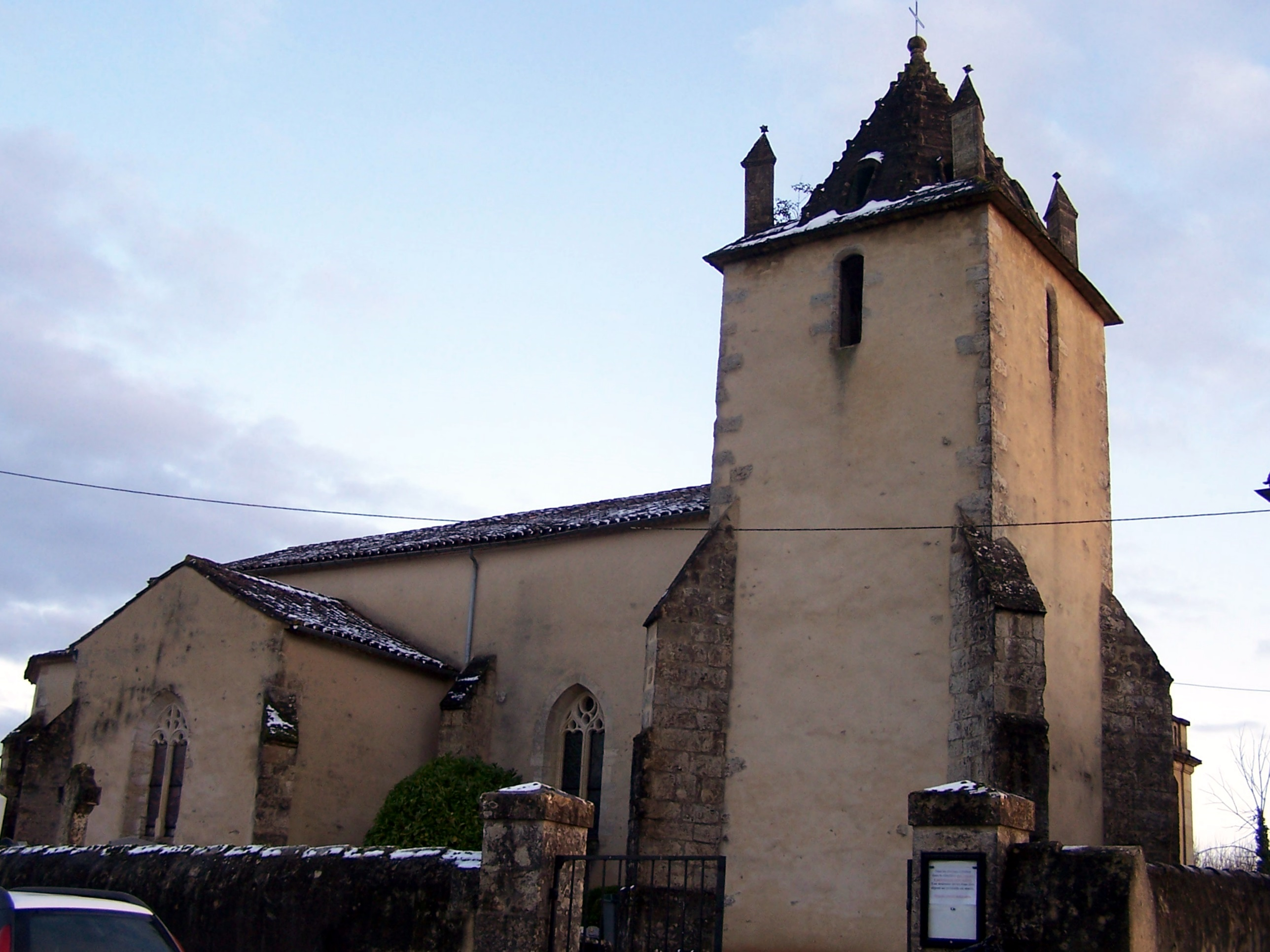
Saint-Pierre (2010)
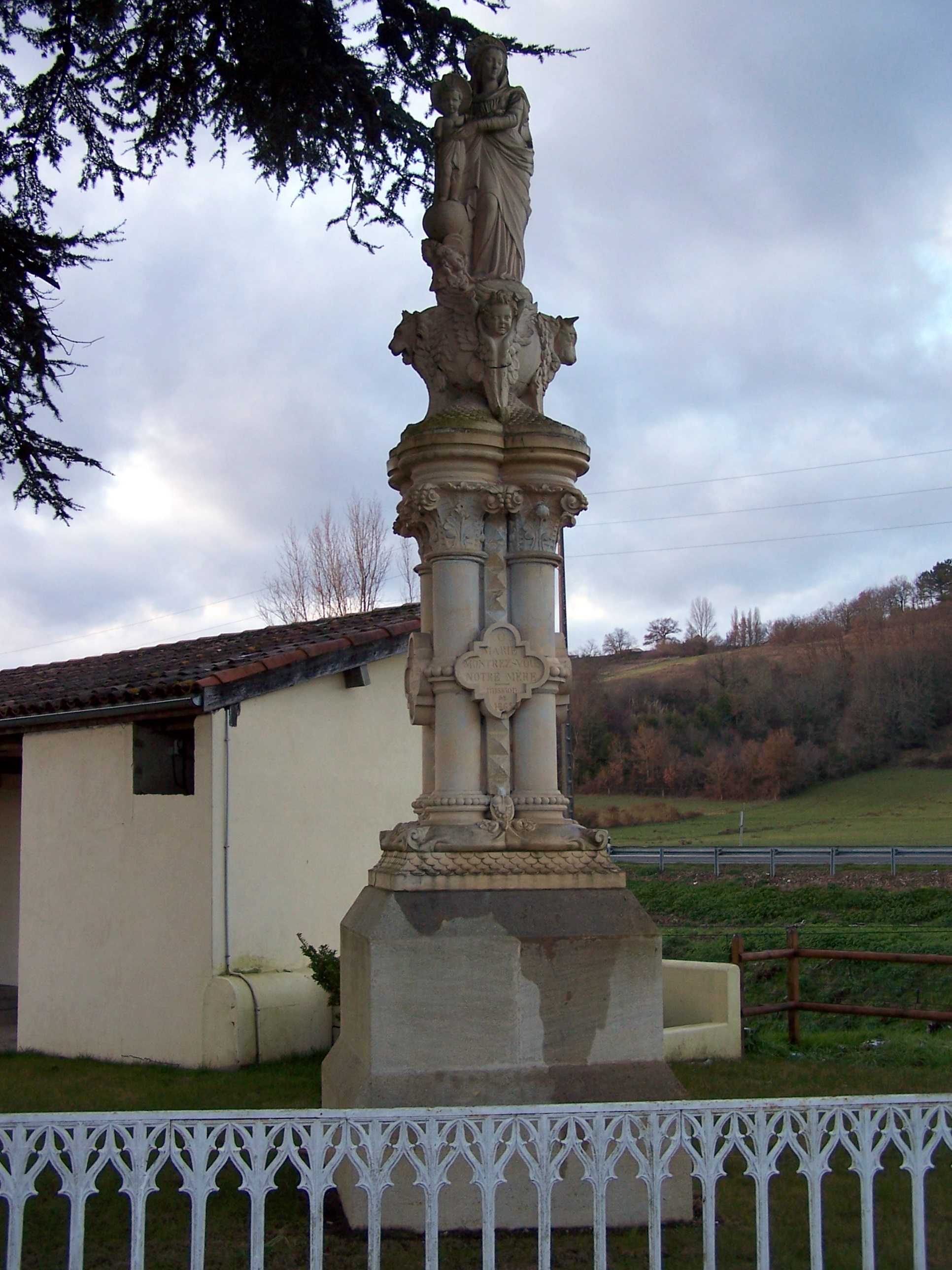
Emlékmű (2010)
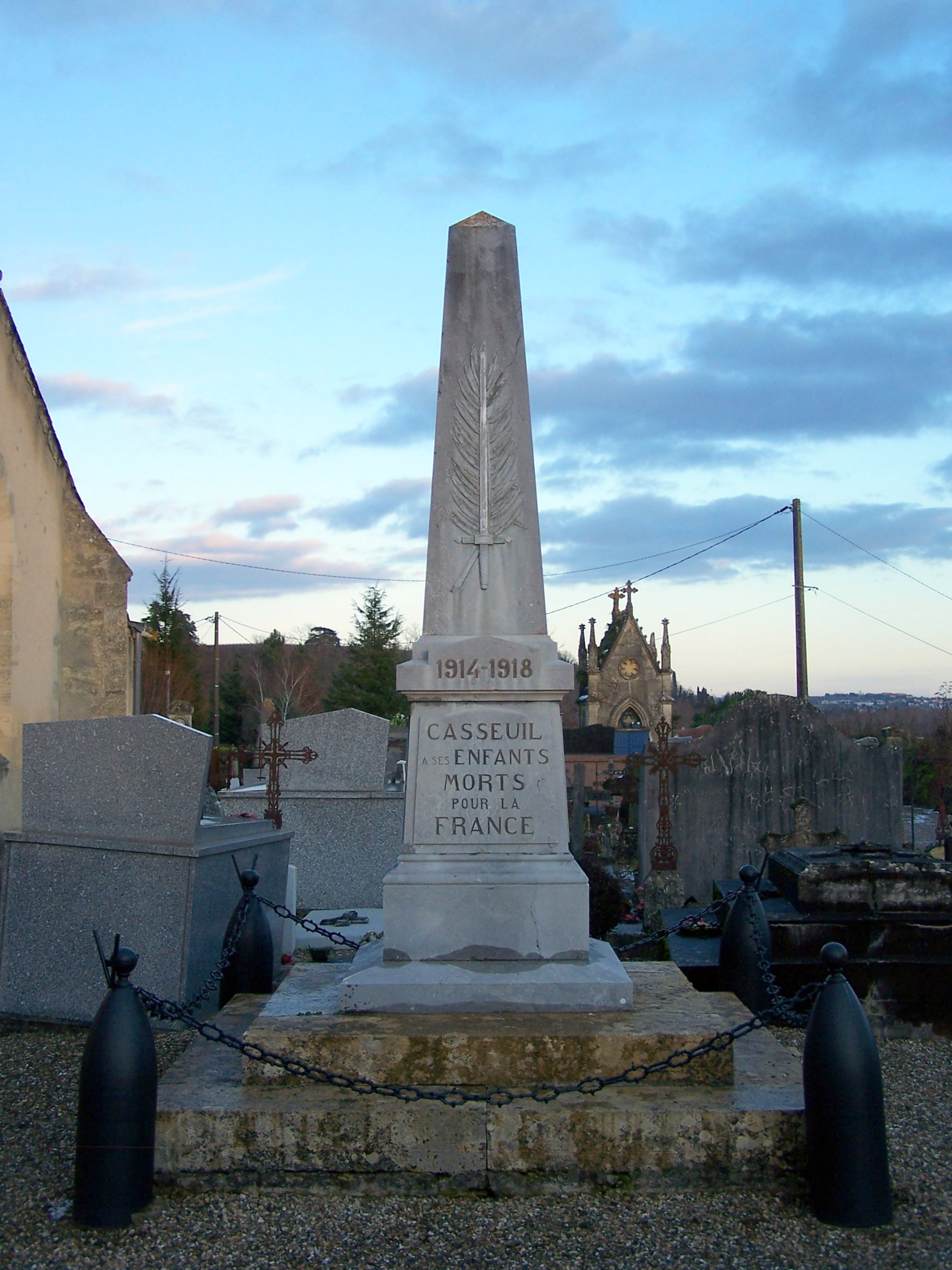
Emlékmű (2010)